# Трпинья
Трпинья (хорв. Trpinja, серб. Трпиња) — община в Вуковарско-Сремской жупании Хорватии.
Через общину протекает река Вука. Площадь составляет 123,87 км². Население по данным на 2011 год: 5 680 человек, данные на 2001 год сообщают о населении 6 466 человек. Сербы составляют 89,3 % населения, хорваты — 7,5 %, венгры — 0,7 %. Община включает в себя 7 деревень: Трпинья, Бобота, Бршадин, Целье, Лудвинци, Пачетин и Вера.
Имеется православная Церковь Преображения Господня, построенная в 1757 году. Также, в Трпиньи установлены памятники жертвам Второй мировой войны и жертвам войны 1991 года.